# Західний Мідленд (графство)
За́хідний Мі́дленд (англ. West Midlands) — графство в Англії. Графство Західний Мідлендс є частиною набагато більшого регіону Західний Мідлендс, що часто призводить до плутанини навіть серед англійців.
Найбільше місто графства Бірмінгем є другим за населенням в Англії після Лондона.
Населення 2 603 900 (Оцінка 2007  року) осіб.
Густота населення 2888 ос/км²
Площа 901.6 км².
| Велика Британія | Це незавершена стаття з географії Великої Британії. Ви можете допомогти проєкту, виправивши або дописавши її. |